# Paddenbroek
Het Paddenbroek is een natuurreservaat in de Vlaamse Ardennen in Zuid-Oost-Vlaanderen (België). Het reservaat bevindt zich op het grondgebied van de gemeente Kluisbergen (deelgemeente Berchem). Het 14 hectare grote natuurgebied was een waterwingebied dat in de jaren 80 werd opgekocht door de gemeente Kluisbergen. Het moerassige gebied wordt beheerd door Natuurpunt, de gemeente Kluisbergen en Regionaal Landschap Vlaamse Ardennen. Het reservaat maakt deel uit van het Vlaams Ecologisch Netwerk.

## Landschap
Het Paddenbroek is een restant van de oude loop van de nabijgelegen Schelde, die er moerassige gronden achterliet. Het Paddenbroek bestaat in hoofdzaak uit een stervormige waterpartij met een centrale vijver en acht beken.

## Fauna
Het Paddenbroek is al eeuwenlang een moerasgebied en bijgevolg een belangrijk voortplantingsgebied voor padden. Verder komen hier ook het porseleinhoen, de tafeleend, de tureluur, de watersnip, de wintertaling en de roodoogjuffer op bezoek.

## Flora
Tal van typische moerasplanten komen voor in het Paddenbroek.

## Natuurbeheer
Stukken van het Paddenbroek worden gemaaid, op de minder of niet toegankelijke gronden kan de fauna en flora gewoon zijn weg gaan. Er loopt ook een project om het Paddenbroek als biotoop geschikter te maken voor de moerassprinkhaan.

## Natuurbeleving
Het Paddenbroek is vrij toegankelijk op de paden, die via bruggetjes en houten vlonders door het gebied lopen. In een vogelhut kan men de dieren observeren.

## Afbeeldingen

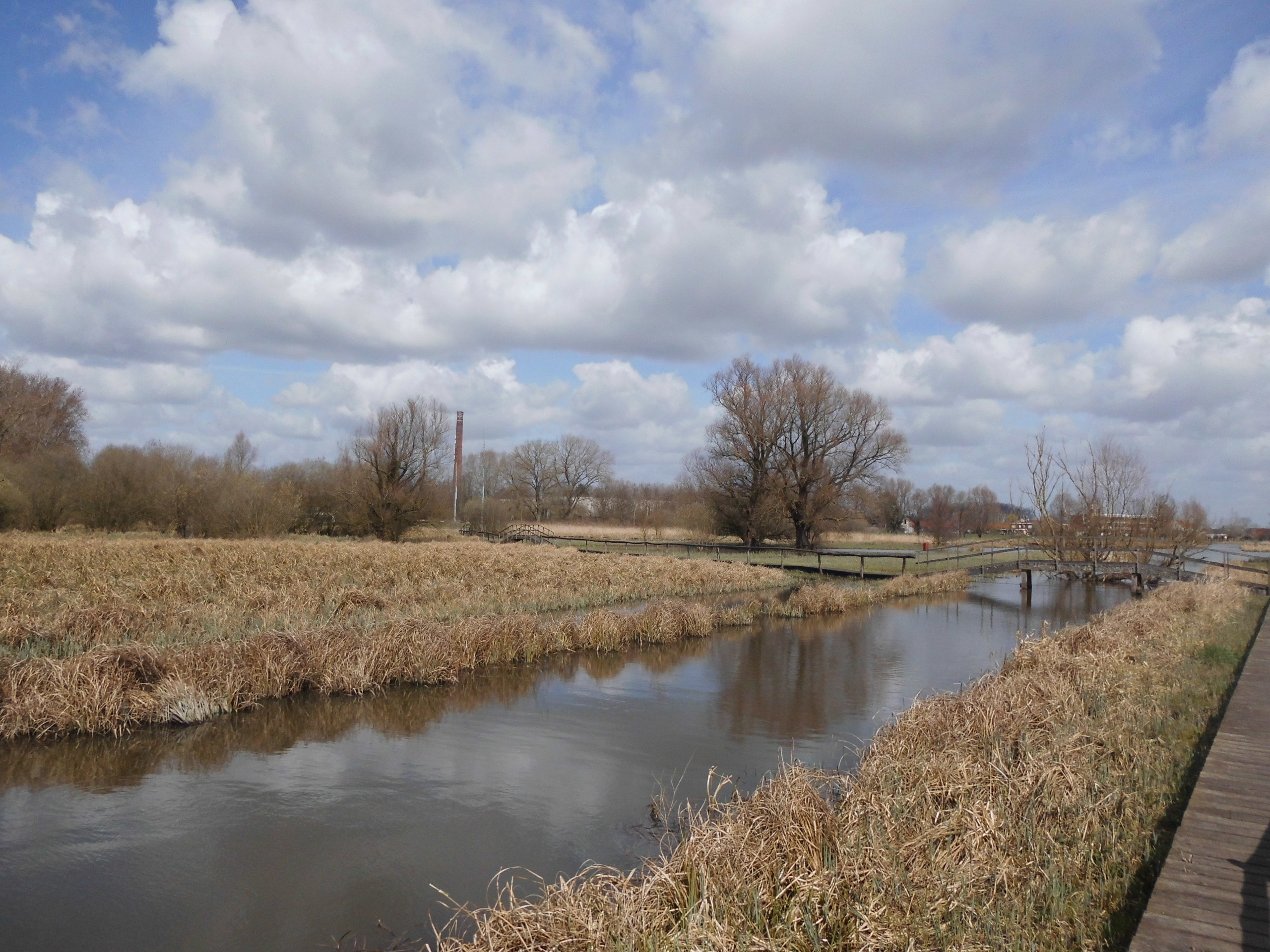
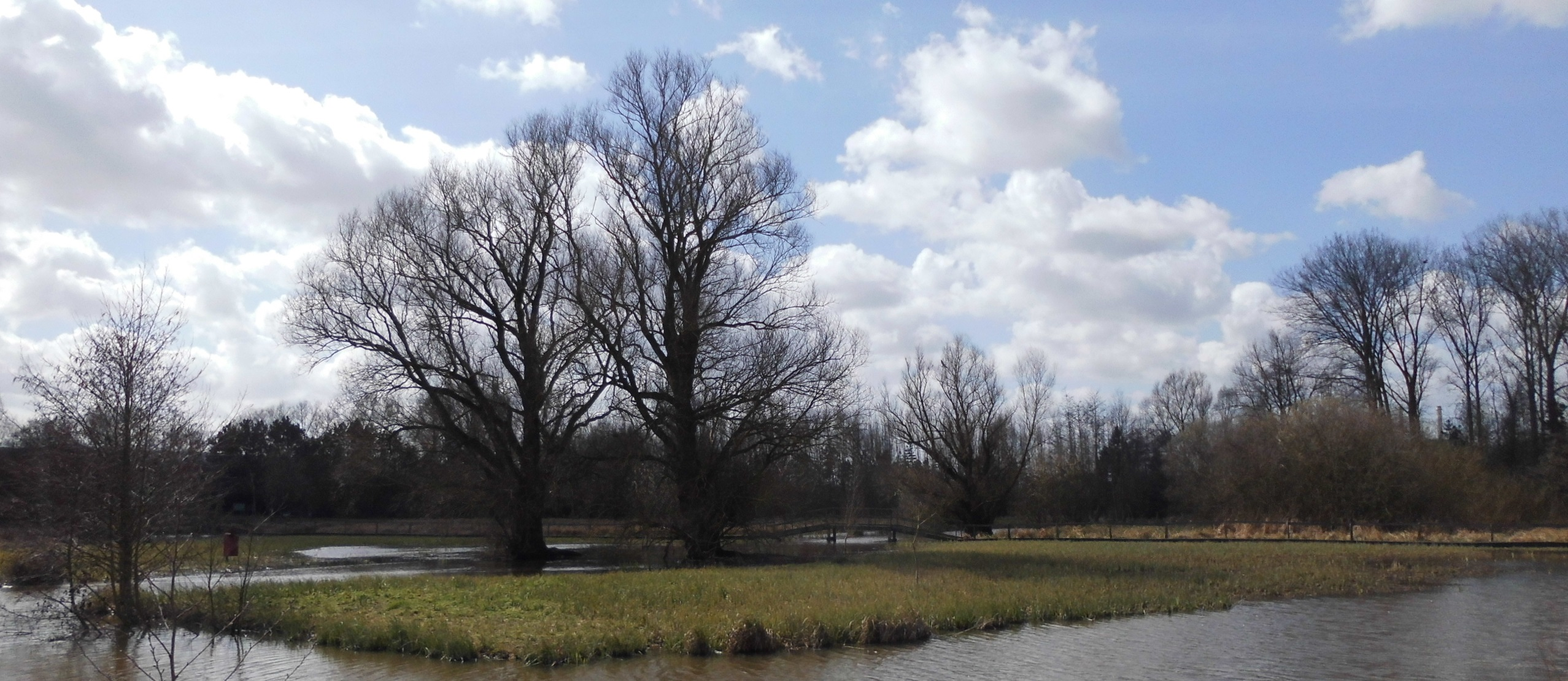